# 米澤宣行
米澤 宣行（よねざわ のりゆき、1955年6月8日 - ）は、日本の有機化学者。工学博士（東京大学・1983年）。

## 略歴
1955年、静岡市生まれ。1974年、静岡県立静岡高等学校卒業。1978年、東京大学工学部合成化学科卒業 (卒業論文 『シクロデキストリンの修飾と機能評価』 論文指導：戸田不二緒)。1980年、同大学院工学系研究科合成化学専門課程修士課程修了(修士論文『ポリデプシペプチドの合成方法開拓』 論文指導：戸田不二緒)。1983年、同大学院工学系研究科合成化学専門課程博士課程修了 (博士論文『シクロブタン類の反応性と高分子化「クマリン２量体およびその誘導体に関する研究」』論文指導：長谷川正木)。
1983年、東京大学工学部合成化学科助手。1987年、日本鋼管中央研究所主任部員。1991年、同主任研究員。1992年、群馬大学工学部材料工学科助手。1994年、同助教授。1997年、東京農工大学工学部助教授。2004年、東京農工大学大学院工学府応用化学専攻有機材料化学専修教授。2021年、東京農工大学退職。日本作業環境測定協会専務理事。日本科学協会サイエンスメンタープログラム事業委員。

## 共著
- 『化学の世界への招待（第2版）』 三共出版 2019.3
- 『要説高分子材料化学』 三共出版 2015.2[3]
- 『完全攻略　化学オリンピック［第２版］』 日本評論社 2013.2
- 『完全攻略　化学オリンピック』　日本評論社 2009.4
- 『科学・技術者のための英文レポートの書き方』 三共出版 2002.5
- 『科学・技術英語例解辞典』 三共出版 2003.6

## 受賞
- 2014年 第38回化学教育賞[4][5] 日本化学会
- 2014年 功労賞[6] 日本化学会